# Montanus aktuell
Montanus aktuell war die erste überregionale Buchhandelskette in Deutschland. Gegründet 1969 verfügte Montanus aktuell 1979 über 45 Filialen mit etwa 350 Mitarbeitern. Seit 2001 ist Montanus mit der Buchhandelskette Thalia zusammengeschlossen.

## Geschichte

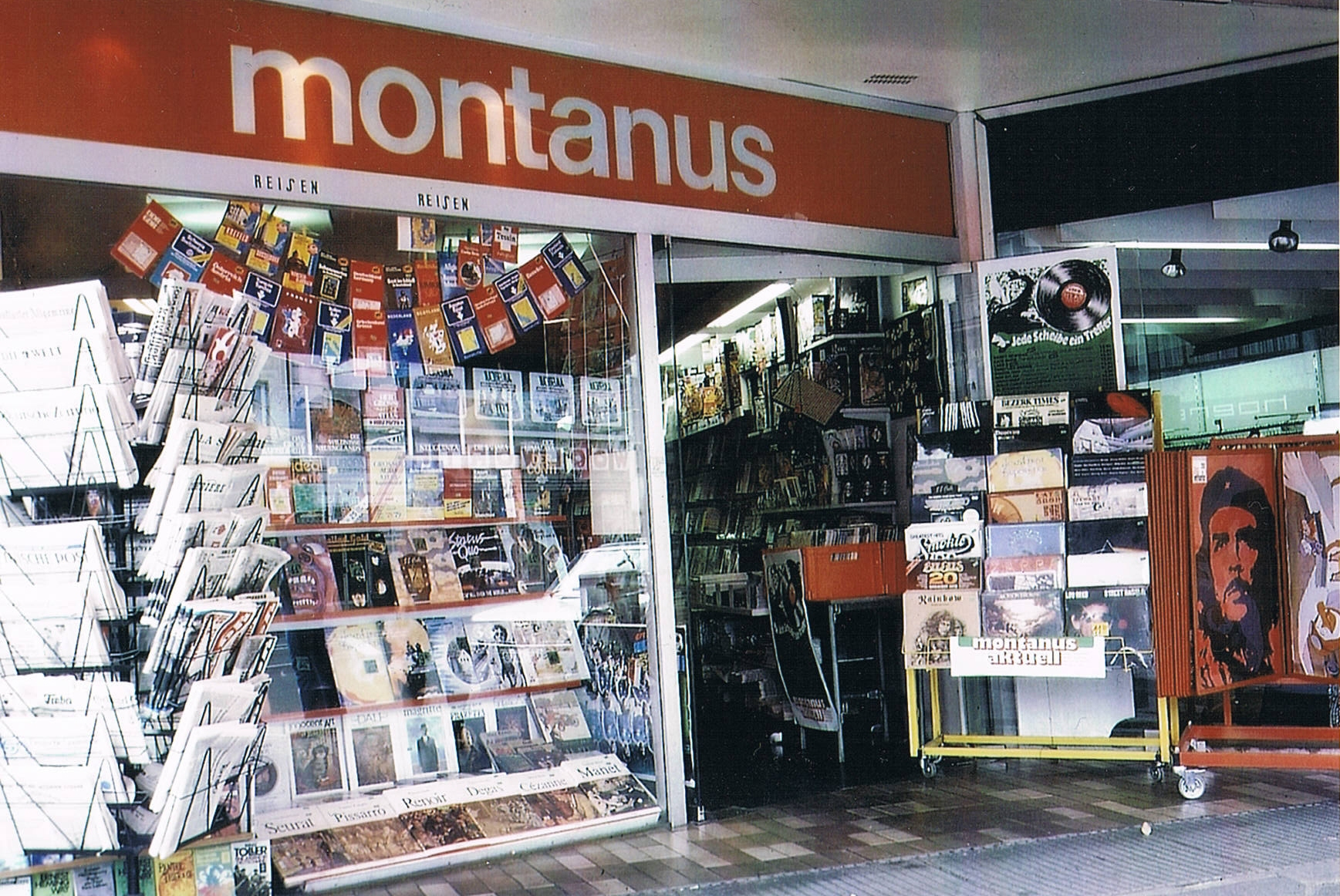
Montanus aktuell Filiale 1978

Die Sortimentsbuchhandlung Montanus Aktuell GmbH wurde am 10. April 1969 von Hermann Montanus als persönlich haftender Gesellschafter gegründet. Die erste Montanus aktuell-Filiale eröffnete Ende Juni 1969 in München. Noch im Gründungsjahr 1969 erweiterte sich das Filialnetz bereits zügig um Verkaufsniederlassungen an den Standorten Westerland, Heidelberg, Bonn, Solingen und Offenbach.
Montanus aktuell war die erste, überregionale deutsche Buchhandelskette und genoss in den Gründungsjahren recht bald „Kultstatus“ innerhalb seines Leser- und Kundenkreises. Hauptzielgruppe innerhalb des Warenangebotes bildete die eher jüngere Käuferschicht bzw. wurden Themen des aktuellen Zeitgeistes bedient, gesellschaftspolitisch eher links orientiert und neuen Themen gegenüber aufgeschlossen. Montanus aktuell verstand sich in den Anfängen, als eine Art Multimediashop und Informationszentrum. Sozusagen Wort, Bild und Ton im Medienverbund. Die Sortimentsausrichtung entsprach dem aktuellen Zeitgeist und setzte sich zusammen aus den Warenbereichen internationale Presseerzeugnisse, Bücher, Taschenbücher, Schallplatten und Zusatzartikel wie z. B. Poster.
Das Besondere an dieser Filialkette lag einerseits an der bis dahin ungewöhnlichen Sortimentszusammensetzung, andererseits an der lockeren, ungezwungenen Atmosphäre, die in den Läden vorherrschte. Selbstbedienung gehörte zum Geschäftsprinzip und Beratung erfolgte nur auf Anfrage. Bibliographieren oder ein Buch-Besorgungsgeschäft fand nicht statt. Hier konnte sich der Kunde ausgiebig über aktuelle Themen und Musikrichtungen informieren, ohne sich bedrängt oder zum Kauf genötigt zu fühlen. Schwellenängste kamen gar nicht erst auf und Kunde und Mitarbeiter begegneten sich auf Augenhöhe; das „Du“ war fast schon die Standardanrede. In den Filialen durfte geraucht werden und dies wurde von Kunden und Mitarbeitern in der Mehrheit sehr geschätzt und rege wahrgenommen.

## Sortimente
Das Buchsortiment umfasste Themen, die in anderen Buchabteilungen nur schwerlich zu finden waren. Neben politisch eher linkslastigen Titeln von Marx bis Engels oder der kleinen roten Mao-Bibel, Wolfgang Leonhard „Die Revolution entlässt ihre Kinder“ (März Verlag) oder von Rainer Langhans und Fritz Teufel „Klau mich“ aus dem Trikont Verlag, fand der Leser eine breite Palette an Themen des aktuellen Zeitgeistes.
Die Frauenbewegung fand hier mit speziellen Frauenthemen die entsprechende Literatur mit Titeln wie Alice Schwarzer „Der kleine Unterschied“ oder Büchern aus dem Verlag Frauenoffensive wie Anja Meulenbelts „Die Scham ist vorbei“. Sexualaufklärung fand statt mit der Literatur von Günter Amendt „Sexfront“ (März Verlag) oder Bent H. Claesson „Sexualinformation für Jugendliche“ (Verlag Neue Kritik), ebenso wurde das Genre Erotik mit entsprechender Literatur aus dem Olympia Press Verlag abgedeckt, neben den Büchern von William S. Burroughs „Naked Lunch“ oder Henry Miller „Sexus“. Die Bestseller dieser Zeit waren Titel wie die von Carlos Castaneda „Die Lehren des Don Juan“ oder Charles Bukowski „Aufzeichnungen eines Außenseiters“ oder „Fuckmachine“ und Untergrundliteratur wie „ACID“ von Rygulla/Brinkmann, März Verlag.
Des Weiteren sehr populär war allgemein verständliche Literatur aus dem Bereich der Psychologie wie Sigmund Freud „Traumdeutung“ oder Carl Gustav Jung „Das Ich“. Sozialkritische Themen wie Günter Wallraff „13 unerwünschte Reportagen“, Alexander Mitscherlich „Die Unwirtlichkeit unserer Städte“ oder umweltrelevante Ergebnisse und Thesen aus der Studie im Auftrag des Club of Rome „Die Grenzen des Wachstums“ stießen auf großes Interesse.
Neben den aktuellen Bestsellern und Neuerscheinungen gab es noch die selbsternannte Rubrik bei Montanus aktuell unter dem Motto „Bücher die man sonst nicht findet“. Hinter diesem Slogan verbargen sich Raritäten, u. a. englischsprachige Bildbände zu den Themen Kunst, Film, Länder, Fotografie, Erotik. Großen Anklang fanden auch Songbooks mit den Originaltexten der gängigsten Bands der 70er Jahre. Sonderausgaben und preiswerte Angebote aus Restauflagen erhöhten die Attraktivität des Sortimentes in vielfacher Weise.
Das Thema Comic wurde kompetent abgedeckt. Neben Asterix & Obelix, Tim und Struppi, Lucky Luke, Peter-Torsten Schulz, Charles M. Schulz mit „Die Peanuts“ fanden Underground Comics in englischer Sprache wie Robert Crumb „Fritz the cat“ und später Ralf König „SchwulComics“ oder Claire Bretécher „Die Frustrierten“, eine dankbare Leserschaft.
Das Paperback nahm ebenfalls eine wichtige Stelle im Sortiment ein und bildete für die ausgeprägt jugendliche und studentische Kundschaft eine bezahlbare Alternative. Die zeitgenössische Gegenwartsliteratur war geprägt von Autoren wie; Hermann Hesse „Siddhartha“, Siegfried Lenz „Deutschstunde“, Heinrich Böll „Gruppenbild mit Dame“, Bertolt Brecht „Dreigroschenoper“, aber auch Heinz G. Konsalik „Strafbataillon 999“ und Johannes Mario Simmel „Lieb Vaterland magst ruhig sein“. Romane aus den Bereichen Science Fiction, Horror und Fantasie wurden immer gefragter. Stellvertretend sind hier zu nennen Robert A. Heinlein „Utopia 2003“, Edgar A. Poe „Das Pendel des Todes“, J. R. R. Tolkien „Herr der Ringe“, George Orwell „1984“ Henry David Thoreau „Walden“. Englische Paperbacks gehörten ebenfalls zum Taschenbuchprogramm. Hier waren die Themengebiete Sachbuch, Thriller, Belletristik, Krimi und Erotik vertreten.
In der Schallplattenabteilung spiegelte sich der angesagte Musiktrend wider. Neben den aktuellen Bands und Interpreten der Rock-, Soul- und Popmusik standen die Vertreter der Musikrichtungen Hard Rock Deep Purple, Uriah Heep, Led Zeppelin, Black Sabbath, Country & Folk Johnny Cash, Joan Baez, Bob Dylan, Steeleye Span, Ougenweide, Zupfgeigenhansel. Politsänger und Liedermacher Hannes Wader, Franz Josef Degenhardt, Reinhard Mey. Worldmusic Inti illimani, Trini Lopez, Flute de Pan oder Deutschrock Guru Guru, Can, Ton Steine Scherben, im Plattenfach. Liebhaber des Jazz und der Klassik wurden ebenfalls fündig, nur die Oper und Operette suchte man hier vergeblich. Dafür lief mehrheitlich in den Läden die aktuelle Musik von Interpreten wie Leonard Cohen oder Udo Lindenberg von morgens bis abends als Hintergrundbeschallung.
Das Presseangebot bestand aus ca. 1600 gelisteten internationalen Presse-Erzeugnissen. Die Themenauswahl war somit unbegrenzt und lokal vergleichbar mit dem Angebot gut sortierter Bahnhofsbuchhandlungen. Angefangen bei der Bild bis zur Vogue, dem Vorwärts oder der Geflügelrundschau. Die Kompetenz lag eindeutig in den damaligen Lifestyle-Bereichen wie Mode, Wohnen und Special Interest wie Fotografie, Segeln, Fliegerei. Das Politmagazin konkret, das Satiremagazin pardon, das Magazin Twen, Jasmin (die „Zeitschrift für das Leben zu zweit“) waren ebenfalls feste Sortimentsbestandteile und durften in keiner Filiale fehlen. Männermagazine für Homosexuelle wie Him, die Frauenzeitschriften wie Emma waren ebenso vertreten wie Erotikmagazine wie der Hustler oder die Sexpostille St. Pauli-Nachrichten. Das internationale Presseangebot umfasste führende Tageszeitungen und Magazine der europäischen Nachbarländer und sogar darüber hinaus bis hin zur Prawda und Peking Rundschau.
Das Randsortiment (Non-Book) setzte sich aus Trendartikeln zusammen und wechselte in regelmäßigen Zeitabständen. Mal wurden irische Reklame-Pub -Spiegel angeboten, Poster von Che Guevara oder altenglische Bahnhofsuhren, Fotokarten von David Hamilton, Grafik-Kunstdrucke, Mordillo Puzzle, Marsupilami-Figuren, Leuchtgloben, Loriot Rommékarten und saisonal eine riesige Auswahl an Kalendern in jeglicher Form: Kunst-, Bild-, Foto-, Humor- und Taschenkalender.

## Versandhandel
In einem regelmäßig erscheinenden Katalog, der in den Filialen ausgelegt wurde und an bestehende Versandhandelskunden verschickt wurde, wurden Bücher und Schallplatten aus Restauflagen oder Sonderausgaben zu einem relativ geringen Preis angeboten und Neuheiten beworben. Diese konnten über den eigenen Versandhandel bestellt oder direkt im Geschäft gekauft werden. Der Katalog und Versandhandel wurde nach Aufgabe des Zentrallagers für Bücher im Jahr 1987 eingestellt.

## Allgemein
Die Ladeneinrichtung der Montanus Filialen gestaltete sich in den Anfängen in den Hausfarben weiß und rot. Die Möbel waren weiß gehalten und die Decke hatte einen signalroten Anstrich. Das Logo war weiß auf rotem Grund. Die durchschnittliche Geschäftsgröße einer Montanus Filiale lag bei ca. 70–150 m².
Die Bestückung der Filialen erfolgte zunächst zentralseitig. Die Verkaufsstellen wurden in regelmäßigen Abständen durch den hauseigenen Fahrdienst mit Waren aus dem eigenen Zentrallager beliefert. In der Folgezeit konnten die für Warengruppen verantwortlichen Mitarbeiter jedoch auch zusätzlich Waren bei den Verlagen und den Tonträgeranbietern direkt disponieren und damit auf standortspezifische Nachfragen eingehen und reagieren. Die Grundbestückung einer Montanus-Filiale war jedoch auch in Folge für den Buch- und Schallplattenbereich in Form einer sogenannten Sortimentslistung zentralseitig vorgegeben um einen Sortimentsstandard mit dem für Montanus aktuell typischen Sortiment zu gewährleisten. Die Presse, internationale Tageszeitungen und Zeitschriften erreichten die Filialen in Direktbelieferung und über den örtlichen Grossisten.
Im April 1977 wählte die Belegschaft von Montanus aktuell ihren ersten Betriebsrat. Den Vorsitz hatte Horst Georg Kutzleb.
1979 verfügte Montanus aktuell über eine Kette von 45 Filialen mit 350 Mitarbeitern. Das Filialnetz verteilte sich über das gesamte Bundesgebiet. Der Zentralsitz befand sich zu der Zeit in Frankfurt am Main.

## Übernahme
Am 1. Juli 1979 wechselte das Unternehmen durch Übernahme zur Hussel Holding (75 %), die Constanze Verlag John Jahr KG hielt weiterhin noch 25 %. Der Unternehmensgründer und ehemalige Gesellschafter Hermann Montanus schied aus dem Unternehmen aus, die Gesellschaft wurde umgewandelt in eine GmbH. Zum alleinigen Geschäftsführer wurde Peter Schaper ernannt. Die Montanus aktuell Zentralbereiche wurden nach Hagen in das Verwaltungsgebäude der Hussel Holding verlegt.

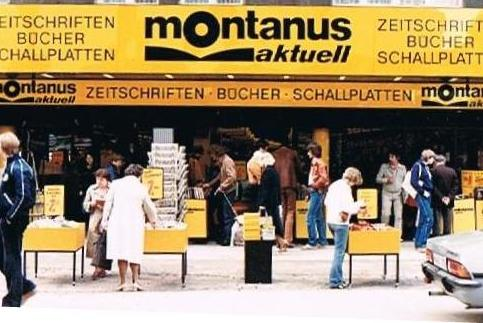
Montanus aktuell Filiale 1981

Das Erscheinungsbild änderte sich nach der Übernahme durch die Hussel Holding (jetzt Douglas Holding AG) komplett. Jetzt waren die Hausfarben gelb und schwarz. Die Taschenbuch-Sägezahnwand, eine absolute Neuheit zur Frontalpräsentation von Taschenbüchern, fand Einzug in den neuen und in den sukzessiven umgebauten „alten“ Filialen. Das Logo wurde erstmals verändert in schwarz auf gelbem Grund.
Das Image von Montanus aktuell veränderte sich radikal. Aus dem „linkslastigen“ Multimediashop und Treffpunkt junger Leute wurde die Boulevardbuchhandlung. Kritiker sprachen sogar vom Supermarkt für Bücher. Dies lag sicherlich an dem nunmehr massiv ausgeweitetem Angebot an Büchern aus dem sogenannten Modernen Antiquariat, Sonderausgaben und Restauflagen, die auf Tischen und Podesten hoch aufgestapelt präsentiert wurden oder in kleinen Verkaufswagen vor der Ladentüre im Außenverkauf angeboten wurden.
Das Ladenlayout erfuhr 1983 ein Relaunch und gestaltete sich jetzt in den Hausfarben grau, rot, blau. Die Werbeaussage lautete jetzt:
„Montanus aktuell die aufregend, anregend, andere aktuelle Buchhandlung.“

Montanus aktuell Filiale 1983

Die Boulevardbuchhandlung Montanus aktuell veranstaltete nun auch Lesungen, z. B. Günter Wallraff „Ihr da oben wir da unten“ in der Stadthalle Hagen und Autogrammstunden Peter-Torsten Schulz „Mach mal ne Fliege“, Uli Stein, Peter Ustinov u. v. a.
Das Sortiment wandelte sich mit dem Aufkommen neuer Medienträger wie der Compact Disc. Die Schallplattenabteilungen veränderten sich, die CD hielt Einzug ins Sortiment. Je nach Absatzentwicklung und Konkurrenzsituation vor Ort wurden die Sortimente umstrukturiert und frei werdende Flächen u. a. für den Ausbau der Buch-Taschenbuchsortimente genutzt. In Kooperation mit der Firma Spielbrett Berlin wurde in so gut wie allen Filialen ein umfangreiches Spiele-Sortiment für Erwachsene aufgenommen. Erste Versuche mit einem Büroartikelsortiment Fuß zu fassen, wurden nach einer Testphase vorerst nicht weiter verfolgt.
Montanus aktuell entwickelte sich von der Boulevardbuchhandlung zum Vollsortimenter. Inzwischen bot man längst schon in allen Filialen den buchhändlerisch üblichen Service an wie Bibliographieren, Buchbestellservice, kompetente Beratung, Geschenkverpackung, Geschenkgutscheine und einen eigenen Katalog für Neuheiten und Sonderausgaben. Die Spiegel-Bestseller und weitere Themenschwerpunkte wie Esoterik, Comic, Hobby, Cinema und Kochen wurden in speziellen Präsentationswänden optisch hervorgehoben.
In externen und hausinternen Schulungen und Ausbildungsmaßnahmen für Führungskräfte und Auszubildende wurden die Mitarbeiter kontinuierlich weiter qualifiziert.

Montanus aktuell Filiale 1993

Nach der Wiedervereinigung eröffnete Montanus aktuell im Februar 1992 die erste Filiale in den neuen Bundesländern in Günthersdorf (220 m²) im Shoppingcenter Saale Park. Es folgten weitere Verkaufsstellen mit Röhrsdorf im Chemnitz Center im April 1993 und Magdeburg im November 1993. In Magdeburg fand ein neues Laden- und Werbekonzept erstmals Umsetzung, das nunmehr neue Maßstäbe setzte.
Der Sortimentsbereich Tonträger verlor bei Montanus aktuell weiter an Bedeutung. 1993 bestanden in gerade noch acht von insgesamt 44 Filialen Tonträgerabteilungen. Dies waren die Standorte Flensburg, Fulda, Göttingen, Hagen, Hildesheim, Karlsruhe, Oldenburg, Remscheid.

## Fusion
Am 1. Januar 1994 fusionierte Montanus aktuell mit der Universitätsbuchhandlung Phönix GmbH. Die Buchhandelskette firmierte nunmehr unter dem Namen Phönix-Montanus GmbH. Das Montanus aktuell-Filialnetz bestand zu diesem Zeitpunkt aus 42 Filialen. Phönix war mit 4 Buchhandlungen vertreten. Das Unternehmen beschäftigte per 31. Dezember 1994 insgesamt 594 Mitarbeiter, davon 41 Auszubildende. Der Gesamtumsatz der Phönix-Montanus lag bei 152,5 Mio. DM.
1996 erfolgte die Übernahme der Herder-Filialen Poertgen-Herder in Münster und Herder in Freiburg.
Das Konzept der Boulevardbuchhandlung auf Mittelflächen wurde nicht mehr weiter verfolgt. Die Zukunft lag jetzt in der Großfläche. Diese Buchhandlungen firmierten unter Phönix. Der Firmenname Montanus aktuell blieb in den bestehenden Filialen noch eine Weile sichtbar.

## Zusammenschluss
2001 erfolgte dann der Zusammenschluss mit der Traditionsbuchhandelskette Thalia aus Hamburg. Dachmarke und Namensgeberin für die Buchhandelsgruppe wurde nun die Thalia. Im Mai 2002 trugen 47 der 57 Filialen bereits den Namen Thalia mit den Ausnahmen Montanus Erlangen, Osnabrück, Gießen, München, Günthersdorf, Phönix Bremen, Phönix Bielefeld, Greven Krefeld, Herder Freiburg, Poertgen-Herder Münster.
Ende 2010 erschien im Sonderdruck bei Books on Demand das Buch „Die Montanus Chronik – Von Montanus Aktuell zu Thalia 1969 bis 2002“ des Autors Benno F. Schnitzler unter Mitarbeit von Horst Georg Kutzleb. Dieses Buch ist über den Handel nicht erhältlich.
Die Buchhandelskette mit Namen Thalia ist heute im deutschsprachigen Raum einer der Marktführer im Sortimentsbuchhandel. Mit 295 Buchhandlungen in Deutschland, Österreich und der Schweiz erzielte Thalia im Geschäftsjahr 2010/2011 mit 5274 Mitarbeitern einen Jahresumsatz von 934,5 Mio. Euro.
Wie der gesamte Bucheinzelhandel spürt auch Thalia die tiefgreifenden Veränderungen im traditionellen Buchhandel, der eine neue Struktur erhält: Das traditionell gedruckte Buch wird in weiten Teilen verdrängt von elektronischen „Lesegeräten“, dem sogenannten E-Book-Reader oder Tablet-Computer, die in zunehmendem Maße am klassischen Sortimentsbuchhandel vorbei bezogen werden. Onlineshops, wie Amazon, und Drittanbieter machen dem traditionellen Buchhandel ebenfalls starke Konkurrenz.